# 阿尔甘苏埃拉区
阿尔甘苏埃拉（西班牙語：Arganzuela）是西班牙首都马德里的一个区，位于市区中部偏南。阿尔甘苏埃拉区与拉丁区（Latina）、卡拉万切尔区（Carabanchel）、乌塞拉区（Usera）、中央区（Centro）、雷蒂罗区（Retiro）、 巴列卡斯桥区（Puente de Vallecas）相邻。总面积6.55 km2，总人口148,797。

## 分区
阿尔甘苏埃拉分为7个分区。